# Kapellbackens kyrka
Kapellbackens kyrka var en före detta katolsk kyrkobyggnad i Sjundeå, Nyland. Kyrkan låg på Kapellbacken i Sjundby by och den var troligen Sjundby slotts eget kapell. Kyrkan byggdes på 1300-talet men nuförtiden finns bara stenfoten och minnesmärken kvar på plats. Denna lilla kyrkan var troligen också den första kyrkobyggnaden i hela Sjundeå socken.
Finlands första giljotin fanns också på Kapellbacken.

## Kyrkobyggnad
Kapellbackens kyrka var en liten kyrka eller kapell som var byggd i sten som hämtades från Kingeliberget. Kyrkans storlek var cirka 10,5 x 5,5 meter. Omkring kyrkan var troligen också en liten gravgård.
År 1935 hittade man skallar och andra ben från Kapellbacken när man hämtade sand från backen. Mer ben och kyrkans stenfot hittade man vid Museiverkets arkeologiska inventering år 1936. Man anser att benen hör till människor som har avlidit av pesten på 1700-talet.
Enligt tradition hängde kyrkans sista katolska präst sig på Kapellbacken.